# 帕克達什特
帕克達什特是伊朗的城市，位於該國北部，由德黑蘭省負責管轄，距離首都德黑蘭25公里，海拔高度1,025米，2006年人口为126,281，居民主要使用波斯語。